# 638

## Esdeveniments
- Constantinoble: L'emperador Heracli signa l'Ectesi, professió de fe monoteleta inspirada pel patriarca de la ciutat.
- Roma: Després de la mort del papa Honori I, l'emperador romà d'Orient Heracli no en vol reconèixer el successor si aquest no accepta l'Ectesi. Es produeixen enfrontaments. Els romans d'Orient assalten i saquegen el Palau de Laterà i el soli quedarà vacant més d'un any i mig.
- Edimburg (Britànnia): Les tropes de Northúmbria del rei Osvald posen setge a la ciutat.
- Armènia: Aprofitant la desaparició dels sassànides, Teodor Reixtuní reunifica de fet les dues parts del país, actuant com a governador únic.
- Palestina: Els musulmans enllesteixen l'ocupació de tota la regió.
- Regne dels Gassànides: Amb la derrota del darrer rei Jabalah VI ben al-Aiham, el regne desapareix absorbit pels musulmans.
- Gundeshapur (Pèrsia): La ciutat i la seva acadèmia són ocupades pels àrabs. L'acadèmia mantindrà la seva reputació com a centre d'alt coneixement.
- Iraq: Els musulmans culminen el control de la província.
- Bàssora (Iraq): Seguint ordres del califa Úmar ibn al-Khattab, els àrabs hi funden un campament militar, que serà l'origen de la ciutat.
- Al-Ahwaz (Khuzestan): Les tropes d'Abu-Mussa al-Aixarí ocupen la ciutat i inicien la conquesta de tota la regió.
- Medina (Aràbia): Tota la regió pateix una gran sequera que desemboca en fam i epidèmies. El califa Úmar s'encarrega personalment d'organitzar l'aprovisionament i la distribució d'ajuda, amb una gran eficàcia.
- 9 de gener – Toledo (Regne de Toledo): Convocat pel rei visigot Khíntila, s'inaugura el VI Concili de la ciutat.
- 1 de desembre – Toledo (Regne de Toledo): Es produeixen conversions forçoses de jueus a l'Església de Santa Leocadia, seguint exigències del papa i en contra dels acords del recent Concili.
- La Meca (Aràbia): Per iniciativa del califa Úmar, es construeix la Masjid al-Haram (Gran Mesquita) per atendre l'augment de fidels.
- Tebaida (Egipte): Els ordes monàstics de la regió desapareixen amb l'arribada dels musulmans.

## Necrològiques
- 12 d'octubre – Roma: Honori I, papa.
- 11 de març – Jerusalem: Sant Sofroni, patriarca de la ciutat.